# IOM이민정책연구원
이민정책연구원(移民政策硏究院, 영어: Migration Research & Training Centre (MRTC))은 국제이주기구(IOM)와 대한민국 정부 간 협정으로 이민정책 개발 및 학술연구를 통해 대한민국 이민정책의 발전방향을 제시하기 위하여 설립된 대한민국 법무부 산하 공직유관단체이다. 경기도 과천시 과천대로 2길 54(그라운드V) 6층에 있다.

## 연혁
- 2007년 5월 대한민국 법무부과 국제이주기구 한국대표 간 연구원 설립 협의
- 2007년 7월 경기도청(고양시 한류월드) 및 인천광역시청 유치의사 표명. 동아시아지역대표, 법무부 장관 면담·유치지역 방문
- 2007년 8월 이민정책연구원 유치후보지 선정위원회 개최 및 경기도 선정
- 2007년 11월 법무부 장관, 경기도지사, 국제이주기구 사무총장 간 연구원 설립을 위한 양해각서 체결
- 2008년 2월 대한민국 외교통상부에 설립협정 및 장관 초안 송부, 협상 진행
- 2008년 6월 관계부처 회의(외교부, 노동부, 보건복지가족부, 여성부 참여). '대한민국정부와 국제이주기구 간의 이민정책연구원에 관한 협정문' 문안 확정
- 2008년 8월 대한민국 외교통상부, 국제이주기구와 이민정책연구원 설립을 위한 총회결의 추진 합의
- 2009년 4월 협정문 문안 확정
- 2009년 5월 설립 협정문이 국무회의 통과 및 대통령 재가
- 2009년 6월 협정문 (Agreement between the Government of the Republic of Korea and the International Organization for Migration on the Establishment of the Migration Research and Training Centre of the International Organization for Migration) 서명 체결
- 2009년 7월 협정문 발효
- 2009년 9월 IOM 이민정책연구원 설립
- 2009년 12월 개원식 및 이민정책세미나 개최
- 2010년 3월 초대 Charles Harns 원장 부임
- 2012년 3월 국제 메트로폴리스 프로젝트(International Metropolis Project) 아시아사무국 유치
- 2013년 4월 필리핀CFO(Commission on Filipinos Overseas) 교류 방문
- 2014년 9월 제2대 장준오 원장 취임[4]
- 2017년 1월 제3대 정기선 원장 취임
- 2020년 1월 제4대 강동관 원장 취임
- 2023년 11월 제5대 우병렬 원장 취임

## 조직

### 이사회
- 감사 (비상임)

##### 이민정책연구원장

###### 부원장
- 기획조정실
  - 기획관리팀
  - 경영지원팀
- 정책연구실
  - 이민법·행정
- 이민경제
- 사회통합
- 국제이민협력
- 이민동향분석
- 인권·난민
- 교육훈련

## 같이 보기
- 한국이민학회
- 출입국·외국인정책본부
- 네덜란드 이민청
- 러시아 연방이민청
- 멕시코 이민청
- 싱가포르 이민청
- 태국 이민청
- 필리핀 이민청
- 삼성경제연구소(SERI)